# Hans Richter (acteur)
Pour les articles homonymes, voir Hans Richter.
Hans Richter, né le 12 janvier 1919 à Nowawes, un village à l'est de Potsdam, et mort le 5 octobre 2008 à Heppenheim (Hesse, arrondissement de la Bergstraße), est un acteur et réalisateur allemand.

## Filmographie partielle
- 1931 : Émile et les détectives de Gerhard Lamprecht
- 1932 : Das Blaue vom Himmel  de Victor Janson
- 1933 : Fin de saison de Robert Siodmak
- 1933 : Le Jeune Hitlérien Quex de Hans Steinhoff
- 1933 : Hände aus dem Dunkel, d'Erich Waschneck
- 1933 : SOS Eisberg d'Arnold Fanck : le radioamateur
- 1934 : Parade de printemps de Géza von Bolváry
- 1934 : Der schwarze Walfisch de Fritz Wendhausen
- 1939 : Der letzte Appell de Max W. Kimmich
- 1944 : Ce diable de garçon de Helmut Weiss
- 1949 : Die letzte Nacht d'Eugen York
- 1950 : La Fiancée de la Forêt-Noire de Hans Deppe
- 1953 : La Rose de Stamboul de Karl Anton
- 1955 : Escale à Orly de Jean Dréville
- 1960 : Quand les fantômes s'amusent (Das Spukschloß im Spessart) de Kurt Hoffmann
- 1975 : Section spéciale de Costa-Gavras